# 58.ª Cúpula de Chefes de Estado do Mercosul
A 58ª Cúpula de Chefes de Estado do Mercosul foi uma reunião ordinária do bloco que ocorreu no dia 8 de julho de 2021 através de plataforma virtual, sob a presidência de Alberto Fernández. A cúpula marcou a transferência da presidência do bloco da Argentina para o Brasil, sob a presidência de Jair Bolsonaro.
Sendo essa a terceira cúpula realizada de forma virtual desde o início Pandemia de Covid-19, os chefes de Estado do bloco e associados abordaram diversos temas, entre os quais a importância da vacinação contra o novo coronavírus e a flexibilização do Mercosul em interação com outros mercados globais, como o acordo econômico com a União Europeia.
Na véspera da cúpula, no dia 7 de julho, o Uruguai anunciou que negociaria individualmente novos acordos comerciais com outros países, rompendo com a regra de consenso do bloco econômico.

## Presidentes participantes
Abaixo estão os nomes dos presidentes que participaram do evento.

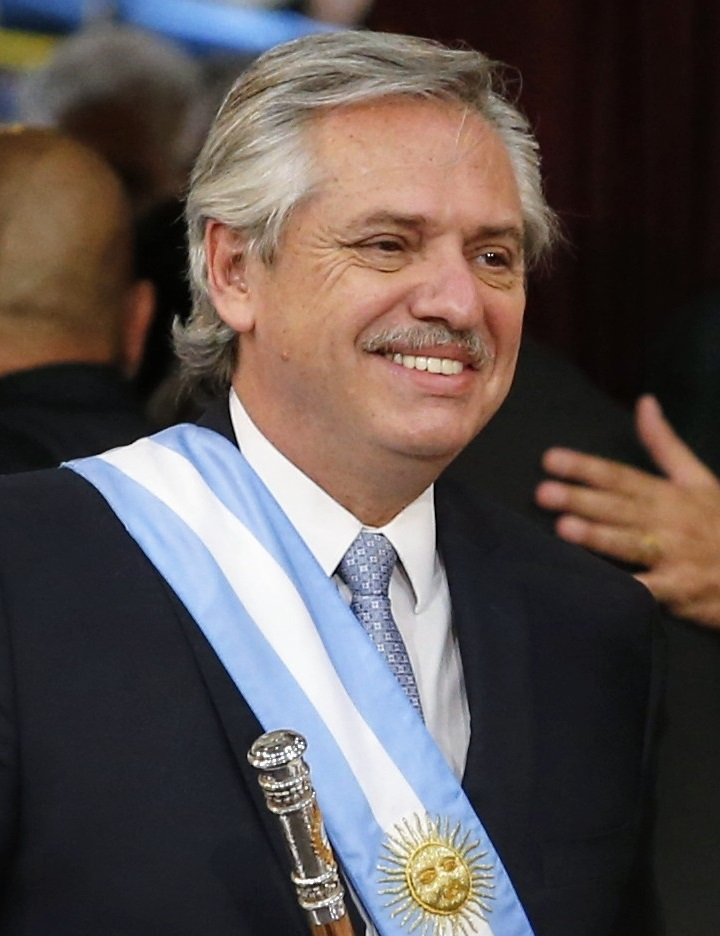
ARG Alberto Fernández, Presidente (anfitrião)
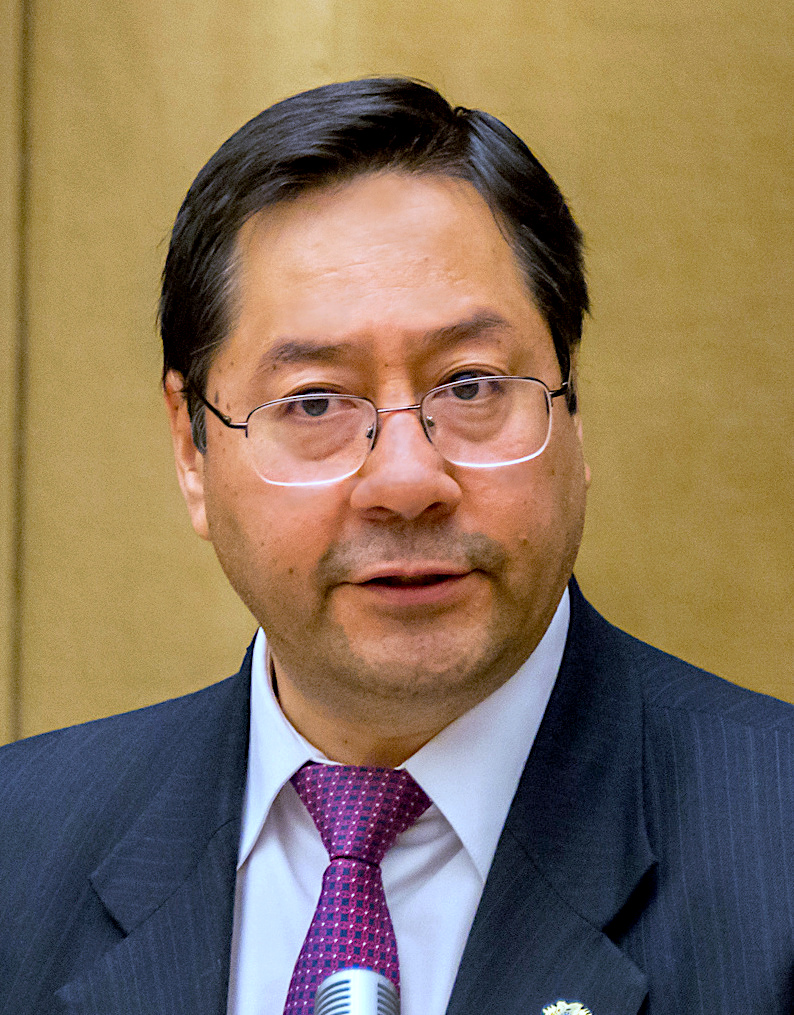
BOL Luis Arce, Presidente
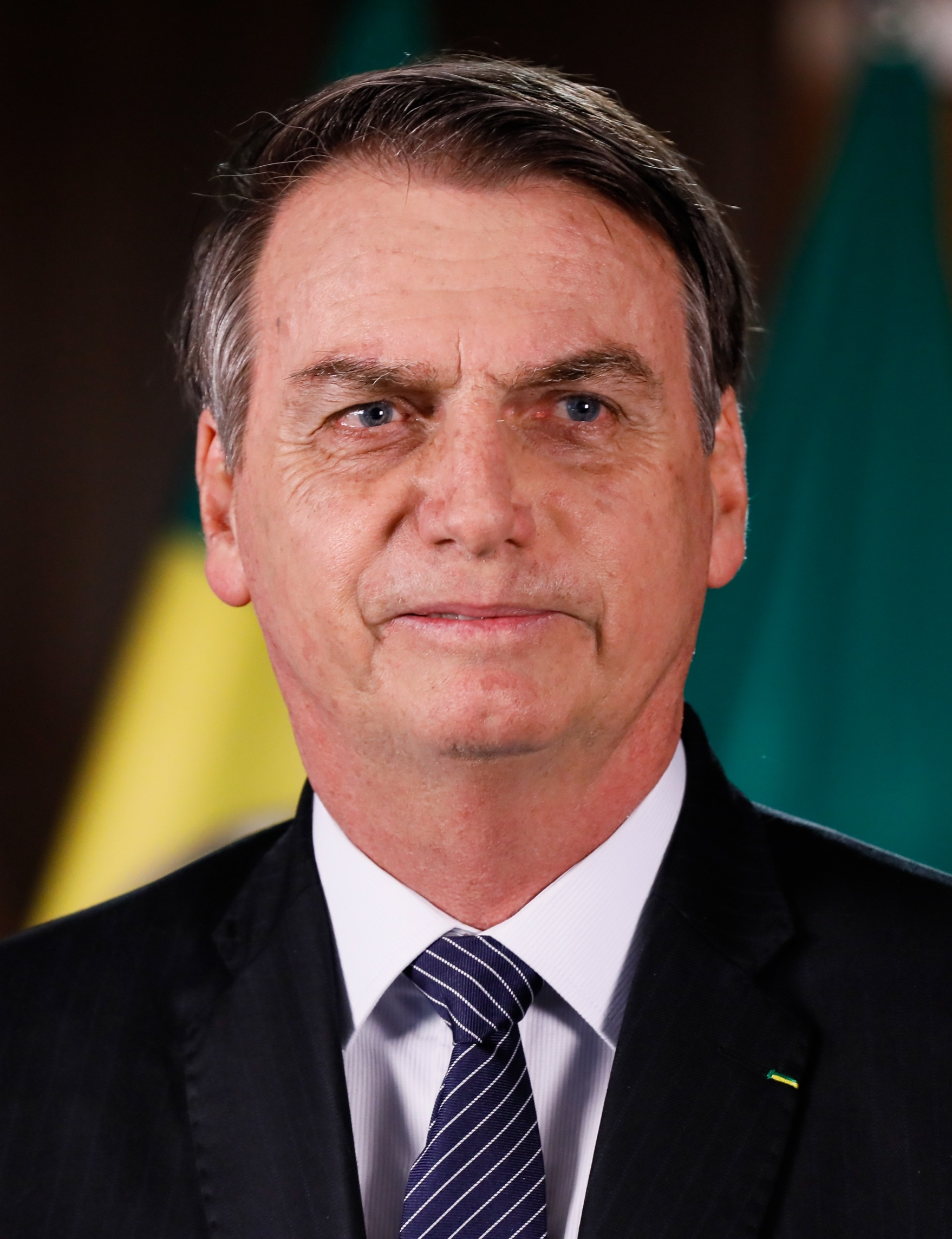
BRA Jair Bolsonaro, Presidente
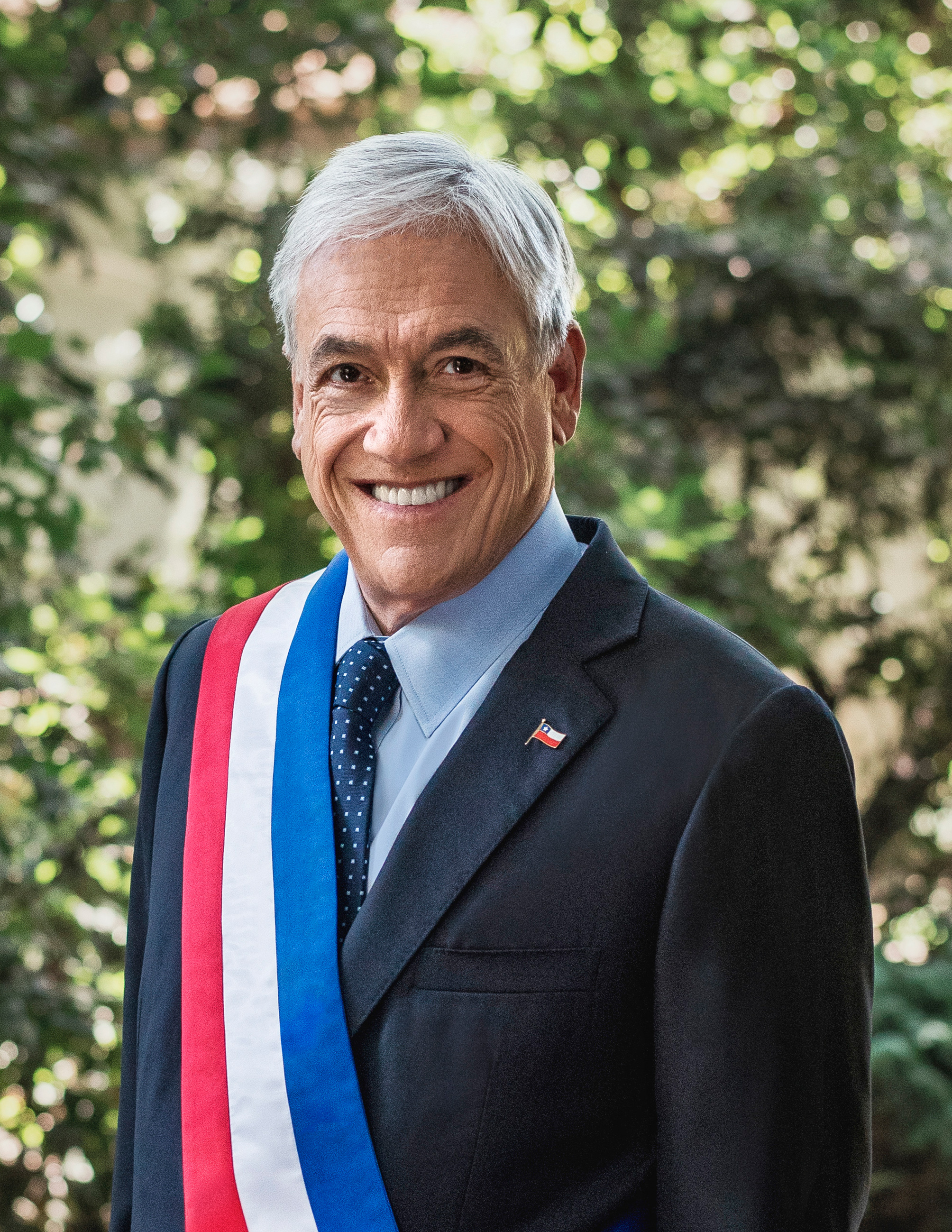
CHL Sebastián Piñera, Presidente
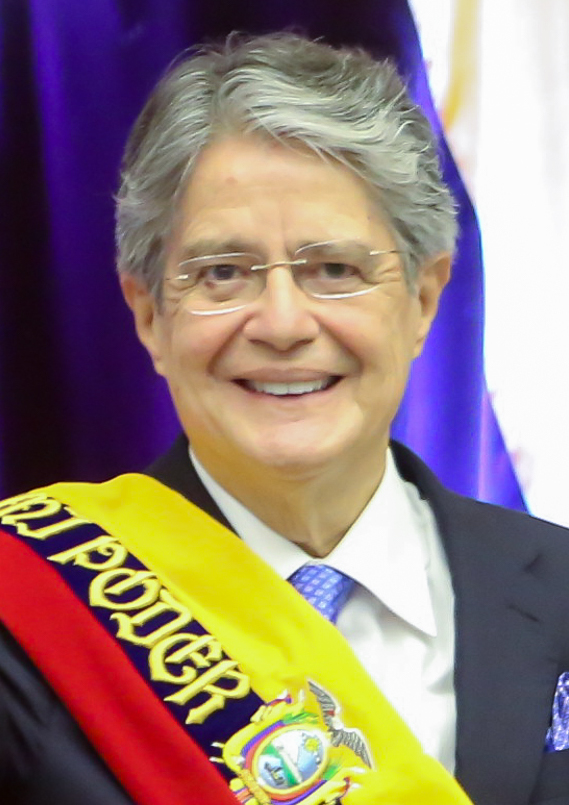
EQU Guillermo Lasso, Presidente
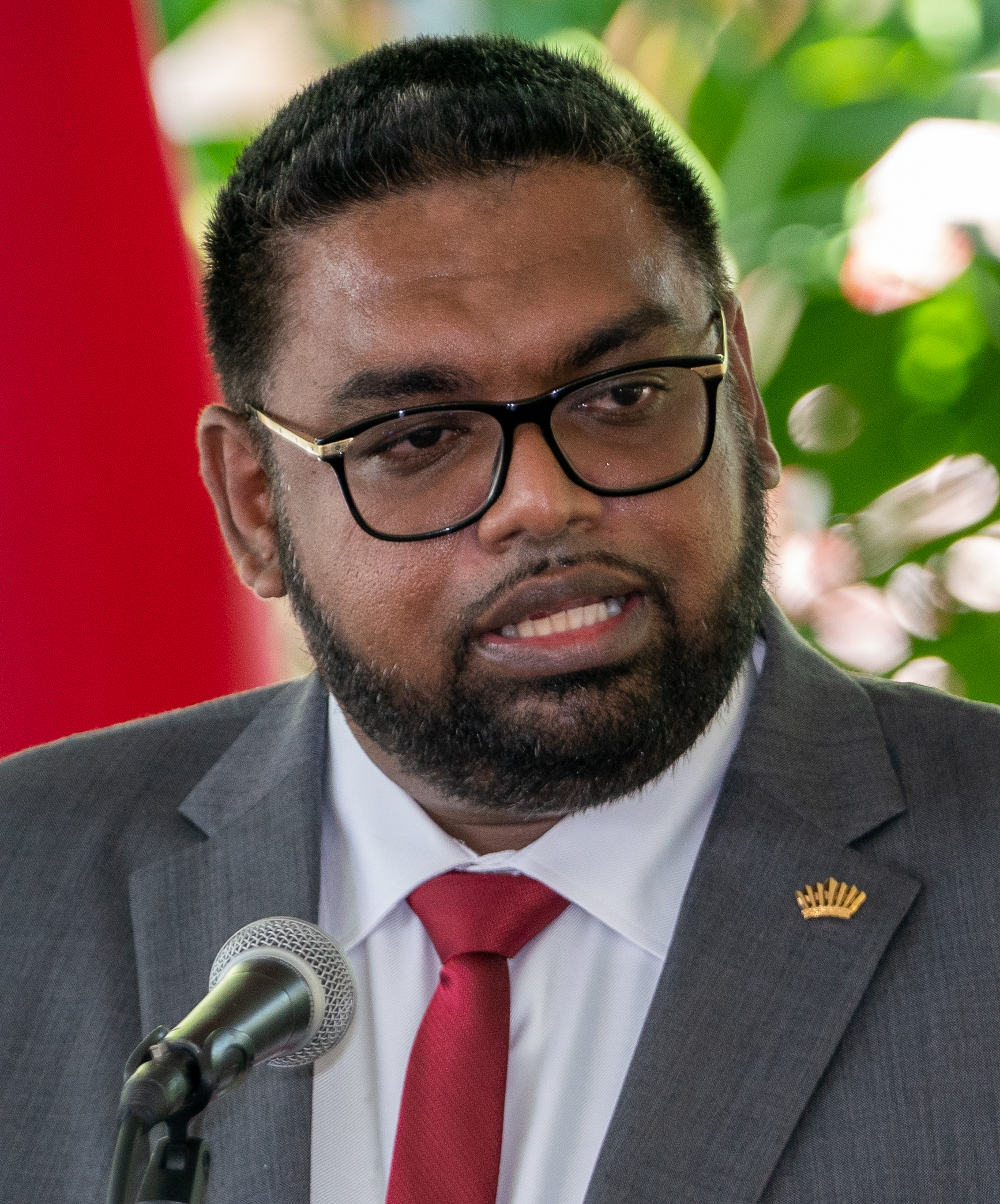
GUY Irfaan Ali, Presidente
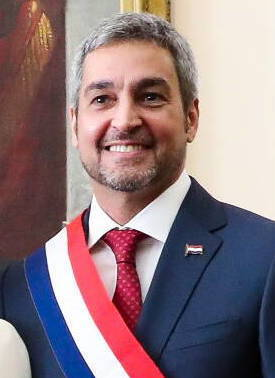
PAR Mario Abdo Benítez, Presidente
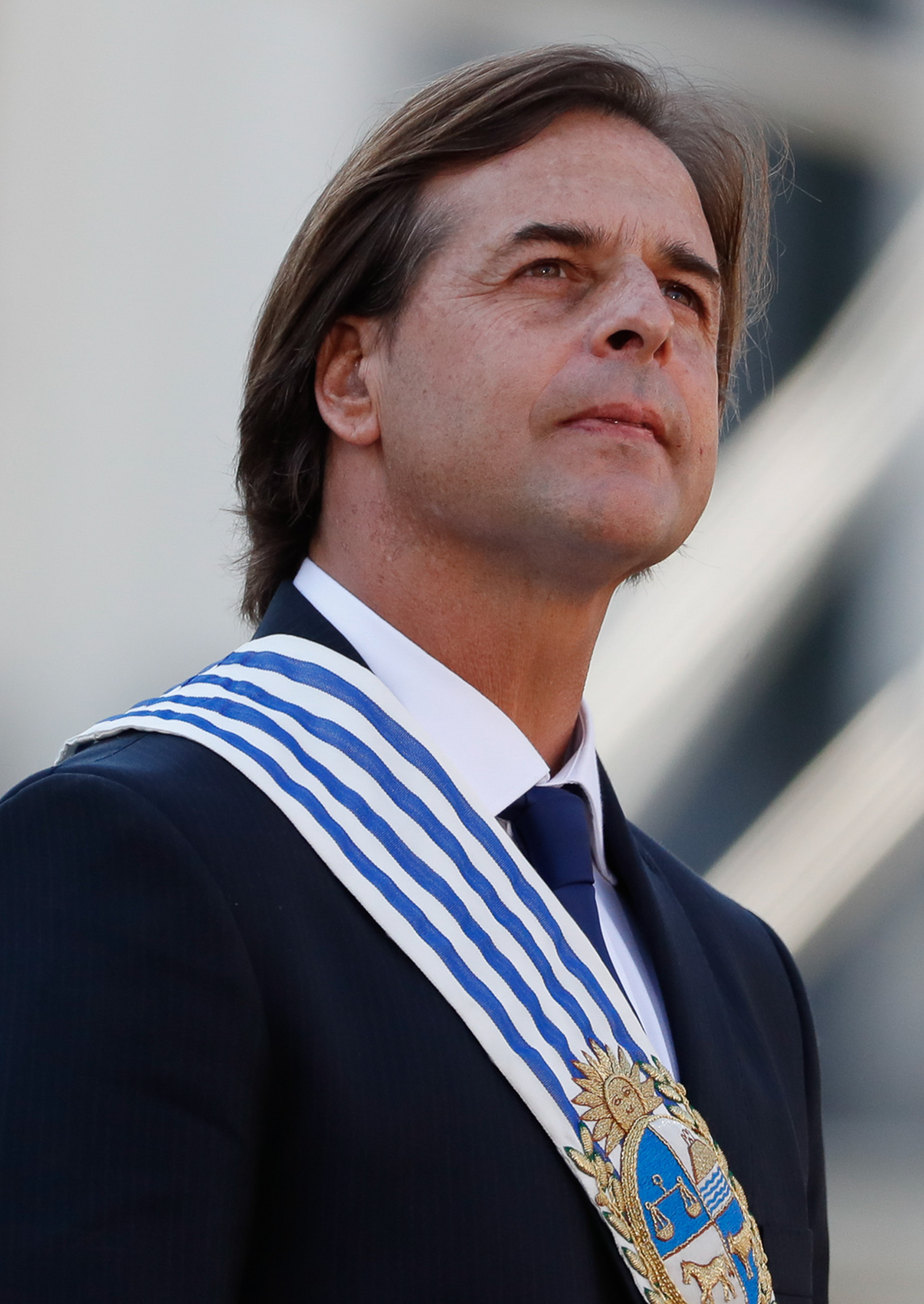
URY Luis Lacalle Pou, Presidente

- Argentina
Alberto Fernández, Presidente (anfitrião)
- Bolívia
Luis Arce, Presidente
- Brasil
Jair Bolsonaro, Presidente
- Chile
Sebastián Piñera, Presidente
- Equador
Guillermo Lasso, Presidente
- Guiana
Irfaan Ali, Presidente
- Paraguai
Mario Abdo Benítez, Presidente
- Uruguai
Luis Lacalle Pou, Presidente